# آکورسا
آکورسا (به لاتین: Akuressa) یک منطقهٔ مسکونی در سری‌لانکا است که در ناحیه ماتارا واقع شده‌است.